# Eriosorus accrescens
Eriosorus accrescens là một loài thực vật có mạch trong họ Adiantaceae. Loài này được A.F. Tryon miêu tả khoa học đầu tiên năm 1963.